# Lobo (vattendrag i Kamerun)
Lobo är ett vattendrag i Kamerun.   Det ligger i regionen Södra regionen, i den södra delen av landet, 120 km sydost om huvudstaden Yaoundé.